# Министерство информационной политики Украины
Министерство информационной политики Украины (укр. Міністерство інформаційної політики України) — бывший государственный орган исполнительной власти Украины, деятельность которого направлялась и координировалась Кабинетом Министров Украины.
МИП являлся главным органом в системе центральных органов исполнительной власти в сфере обеспечения информационного суверенитета Украины, в частности, по вопросам распространения общественно важной информации на Украине и за её пределами, а также обеспечения функционирования государственных информационных ресурсов.

## Символика
25 декабря 2015 года Президент Украины Пётр Порошенко утвердил символику Министерства информационной политики (указ № 725 от 25.12.2015). Согласно этому указу, эмблемой Мининформполитики является синий равносторонний расширенный крест, в центр которого наложен синий круг с золотым Знаком Княжеского Государства Владимира Великого (Княжої Держави Володимира Великого). Из-под круга между сторонами креста выходят кабели синего цвета с разъёмами золотого цвета. Диаметр круга составляет 2/5 высоты креста. Круг имеет внутреннюю золотую кайму, а стороны креста — внешнюю.

## История создания
Решение о создании прообраза Министерства было принято в начале лета 2014 года — после победы Петра Порошенко на президентских выборах. Тогда же было решено, что это направление возглавит Юрий Стець, как человек, который пользуется полным доверием президента Петра Порошенко.
На момент голосования 2 декабря в Верховной Раде Украины за состав другого правительства Яценюка сфера полномочий Стеця не была определена, а также не было проведено разграничение сфер компетенции между его министерством и существующим Государственным комитетом по вопросам телевидения и радиовещания.
Идею создания министерства одним из первых поддержал советник министра внутренних дел, народный депутат Антон Геращенко. Председатель Национального совета по вопросам телевидения и радиовещания Юрий Артёменко тоже находился среди сторонников министерства. Депутат от Блока Петра Порошенко «Солидарность» Сергей Каплин заявлял о том, что ранее предлагал создать министерство пропаганды, которое, по его утверждению, могло бы уничтожить сепаратизм на востоке Украины.
9 декабря 2014 появилась информация о том, что на должность заместителя Стеця предложен журналист Сергей Лойко. 10 декабря он отказался от предложения, поскольку оно противоречило требованиям его контракта с «Лос-Анджелес Таймс». Вместо Лойко заместителями Стеця были назначены Татьяна Попова и Артём Биденко.
Только через полтора месяца после утверждения Стеця министром, 14 января 2015 года, Кабинет Министров Украины принял Постановление «Вопросы деятельности Министерства информационной политики Украины», которым образовал Министерство и утвердил Положение о нём.
Указом Президента Украины от 25 декабря 2015 года утверждены описание и рисунок эмблемы и флага Министерства, порядок их использования.

## Структура
В Министерстве было три основных департамента: стратегии информационной политики и безопасности; информационных угроз; коммуникации между министерствами.
Министерство информационной политики включало в себя 29 штатных единиц с месячным фондом зарплаты в 69 000 гривен.
| Министр                     | Стець Юрий Ярославович    |
| Первый заместитель Министра | Джапарова Эмине Айяровна  |
| Заместитель Министра        | Золотухин Дмитрий Юрьевич |
| Государственный секретарь   | Биденко Артём Игоревич    |

По оценке Юрия Стеця, общий бюджет министерства составлял 4 млн гривен ежегодно.

## Задачи
Главными задачами министерства информационной политики являлись создание стратегии государственной информационной политики и концепции информационной безопасности Украины. Юрий Стець заявлял, что основной задачей ведомства станет «защита информационного пространства Украины от российской пропаганды и контрпропаганда в России, на территории временно окуппированных территорий Крыма и Донбасса». Президент Украины Пётр Порошенко объяснил, что главная функция МИПа — отражение информационных атак против Украины. 
1 октября 2015 года состоялся запуск Мультимедийной платформы иновещания Украины. Правовым основанием Мультимедийной платформы станет разработанный МИП новый проект Закона «О системе иновещания Украины». Вместо спутникового телеканала «УТР» в эфире стартовал телеканал UATV. Он транслируется с трёх спутников: Amos 3, Azerspace 1, Galazy 19, а также в Интернете на собственном канале в YouTube. Телеканал вещает на украинском, русском, крымскотатарском, английском языках. Обновлённое информационное агентство «Укринформ» подаёт новости на украинском, русском, английском, испанском, немецком и китайском языках.
Мультимедийная платформа иновещания Украины создана на базе государственных телерадиокомпаний «Всемирная служба», «Украинское телевидение и радиовещание», «Банковское телевидение» и информационного агентства «Укринформ». 12 августа 2015 года она была представлена на заседании правительства, 28 августа был показан новый логотип украинского канала иновещания — UATV. Слоган канала — «Всегда рядом». 30 сентября был представлен презентационный ролик реформы иновещания Украины и объявлено о старте канала иновещания 1 октября 2015.
Благодаря работе министерства было установлено 55 передатчиков в зоне АТО, что увеличило на 27 % общее количество ТВ-передатчиков, установленных в зоне АТО на контролируемой Украиной территории. Также планируется совместный законопроект с Национальным советом по вопросам телевидения и радиовещания, касающийся особого режима вещания на территории АТО и приграничных территориях с Россией. Также в планах МИП построить в зоне АТО две новые телебашни к концу 3 квартала 2016 и начать проект строительства третьей башни
1 октября 2015 года состоялся запуск Мультимедийной платформы иновещания Украины (МПИУ). В рамках Мультимедийной платформы иновещания Украины, вместо спутникового телеканала «УТР», стартовал телеканал UATV. Он вещает с трёх спутников: Amos 3, Azerspace 1, Galaxy 19, а также в Интернете на собственном канале в YouTube.
23 февраля 2015 года начат интернет-проект под названием «Информационные войска Украины». По словам Юрия Стеця, эта платформа позволяет оперативно предоставлять правдивые новости и опровержения фейковых новостей людям, которые на неё подписаны, с правом дальнейшего их свободного выбора — распространять эту информацию через Интернет или нет.
Министерство информационной политики не является регуляторным органом:

Это министерство аналитиков, «головастиков» и креативщиков — людей, которые должны творить, а не запрещать.
— Из интервью Юрия Стеца, министра информполитики

## Функции
3 декабря утверждёный парламентом министр Стець, организовал круглый стол с представителями общественности и СМИ, где презентовал проект «Положение о Министерстве информационной политики». «Украинская правда» опубликовала полный текст документа.
Согласно анализу «Института медиа и права», среди основных задач предлагаемого правительственного учреждения были:
- формирование государственной политики относительно деятельности средств массовой коммуникации;
- разработка стратегии информационной политики государства и обеспечение её соблюдения;
- реализация государственной политики в сферах распространения информации, просветительской деятельности и использования национальных информационных ресурсов;
- создание условий для развития информационного общества, а также осуществление государственного контроля за деятельностью средств массовой коммуникации независимо от их подчинения и формы собственности.

Также отмечалось, что Министерство информационной политики получило полномочия на:
- разработку и утверждение государственных стандартов телевизионного производства, рекламы, стандартов по профессиям в сфере медиа и информации;
- координацию мероприятий по предотвращению нанесения гражданам Украины вреда из-за неполноты, несвоевременности и недостоверности используемой информации, применения манипулятивных информационных технологий, влияющих на сознание граждан;
- назначение на должности директоров, заместителей директоров, главных редакторов государственных средств массовой коммуникации;
- разработку программы позиционирования Украины в мире и стратегии защиты информационного пространства Украины от внешнего информационного воздействия и т. д.[27]

Сам Юрий Стець очертил задачи министерства: «внутренняя коммуникация, информационная война с Россией и противодействие киберпреступности».

## Деятельность
- 23 февраля 2015 был начат интернет-проект под названием «Информационные войска Украины». По словам Стеця: «Эта платформа позволяет очень оперативно предоставлять правдивые новости и опровержения фейковых новостей людям, которые на неё подписались, а дальше их право — распространять эту информацию или нет. Наша задача — обеспечить инструменты очень быстрого донесения правды через интернет»[28].

Деятельность проекта направлена на противостояние российской пропаганде в социальных сетях. В 2016 году проект имеет 10 тыс. подписчиков с разных стран мира, а месячных охват аудитории составляет 10 млн пользователей сети Интернет.
- 1 октября в соответствии с коалиционным соглашением и Программой действий Правительства состоялся запуск Мультимедийной платформы иновещания Украины. "3 спутника, 5 континентов, сотни стран, миллионы зрителей. Это уже не амбициозный проект. Сегодня это уже реальность ", — заявил Министр[28]. Вместо спутникового телеканала «УТР» в эфире стартовал телеканал UATV, который транслирует сигнал с трёх спутников: Amos 3, Azerspace 1, Galazy 19, а также в Интернете на собственном канале в YouTube. Телеканал вещает на украинском, русском, крымскотатарском, английском языках. Обновлённый Укринформ подаёт новости на украинском, английском, русском, испанском, немецком и китайском языках. Мультимедийная платформа иновещания Украинысоздана на базе государственных телерадиокомпаний «Всемирная служба» Украинское телевидение и радиовещание "", «Банковское телевидение» (БТБ) и информационного агентства «Укринформ»[30].
- 16 октября начата трансляция украинских эфирных каналов на Крым и восток Украины по глушению вещания ДНР и ЛНР. Состояние ретрансляторов телевизионных и радиосигналов в зоне АТО в Донецкой области был проинспектирован лично Министром[31]. Представителями МИПа часто совершаются поездки в зону АТО, прес-конференции по вопросам доступности и защиты информации. С рабочими визитами в зоне АТО пребывала заместитель министра информационной политики Украины Татьяна Попова, занимающаяся вопросами восстановления вещания украинских каналов и соблюдения прав журналистов[32][33].
- Мониторинговая миссия МИП постоянно находится в зоне АТО. Советник Министра Александр Бригинец проверяет на Востоке страны присутствие вещания украинских телеканалов, общается с общественными активистами, жителями и работниками местной власти. По результатам, еженедельно, на заседании Комиссии при МИП, происходит обсуждение собранных сведений о городах и сёлах зоны АТО. По вынесенным решениям, выделяется передающая техника, которую устанавливает Концерн РРТ на местах, и, соответственно, выделяются частоты для вещания тех или иных телерадиоканалов Нацсоветом Украины по вопросам телерадиовещания[34][35][36].
- Особое внимание уделяется реинтеграции в Украину временно оккупированной территории Автономной Республики Крым. Решению этой проблемы способствуют сотрудники МИПа и Эмине Джапарова лично. Как первый заместитель министра информационной политики Украины, она часто бывает с визитами в Херсонской области и занимается реализацией проекта реинтеграции Крыма. В рамках этого проекта разработаны два важных документа, каждый из которых содержит чёткий план действий. Первый документ — это Стратегия развития телерадиовещания в Херсонской области и организации вещания на территорию Крыма, второй документ — Стратегия информационной политики по реинтеграции переселенцев[37][37].
- За время деятельности Министерство провело несколько социальных кампаний: «Армия — это гордость»; «Получили достоинство — защитим государство» (к годовщине Революции достоинства); «Крым — это Украина»; «Достоинство, Воля и Победа»; «Два флага — единственная страна»; «Почитай Героев!» и другие.
- Министерством собрано видео- и фотоматериалы, доказывающие присутствие российских военных на территории украинского Донбасса[38].
- Министерство способствует развитию проекта «Embedded journalism» закреплением журналистов за воинскими частями Вооружённых сил Украины в зоне АТО. В проекте приняли участие журналисты BBC, CNN, Washington Post, London Evening Standard, The Independent, Newsweek, France Press, Polsat, Daily Signal, Hanslucas, Цензор. НЕТ, «Радио Свобода», Интера, Business Ukraine, Новое время. За три месяца работы подготовлены 18 видео-репортажей, 15 статей и 3 фильма в иностранных СМИ[39].
- 18 марта 2015 при Министерстве был создан Экспертный совет по разработке Концепции информационной безопасности и по вопросам развития информационного пространства Украины. Сопредседателями ЕРМИП избраны Юрий Стеця и Сергей Даниленко. В июле проект Концепции был направлен на первый этап широкого обсуждения. Второй этап обсуждений начался в августе и осуществлялся при поддержке офиса Координатора проектов ОБСЕ на Украине. В результате совместной работы для дальнейшего принятия переданы: Доктрина информационной безопасности — в СНБОУ, Концепция информационной безопасности Украины — в Кабинет Министров Украины.

## Критика

### «Министерство правды»
Распространённой среди критиков украинского учреждения аналогией является «министерство правды» из романа Джорджа Оруэлла «1984». Создание министерства вызывало осуждение части общественности и недовольство отдельных украинских журналистов. Они опасались усиления с помощью этого ведомства контроля государства над украинскими СМИ. 
2 декабря 2014 года украинские журналисты вышли под Верховную раду с плакатами: «Stop Министерство кумовства», «Stop Министерство правды», «Стоп цензуре!», «Против МинПравды», «Нет денег на танки? Зато есть на МинПравды», «Привет, Большой Брат». Благодаря им новое министерство получило название «министерства информации», «министерства правды», «минстець» и «министерство пропаганды». 
В январе 2016 года посол США на Украине Джеффри Пайетт заявил: «Это огромная ошибка — создавать «министерство правды», которое пытается генерировать альтернативные истории. Это не способ победить эту информационную войну».

### Следование прежним традициям
Различные медиаэксперты выступали против создания этой структуры и считали её отголоском авторитарной или тоталитарной системы.
Российский политолог Станислав Белковский подчеркнул, что для необходимой Украине информационной политики и контрпропаганды нужно искать специалистов с новыми подходами и идеями, а не плодить министерства: «Министерство информации — это устаревшая концепция в эпоху интернета. Это скорее подход тоталитарного государства прошлого века». 
Директор «Института массовой информации» Оксана Романюк рассматривает создание министерства как «позорную капитуляцию перед старыми совковыми формами вместо создания нового старта». 
Максим Вихров из «Слона.ру» отмечал, что Украина, обвиняя Россию в пропаганде, сама попыталась создать герметично закрытую информационную среду. 

### Угроза свободе слова
Независимый медиапрофсоюз Украины (НМПУ) высказал обеспокоенность тем фактом, что «новое Министерство информации было создано без консультаций с массовыми журналистскими организациями, без учёта точки зрения журналистов и медиаэкспертов».
Движение «Стоп цензуре» и «Институт массовой информации» приравняли МИП к введению цензуры в СМИ. Представитель Украинского Хельсинкского союза по правам человека Владимир Яворский назвал идею министерства «диагнозом абсолютного непонимания основ демократии и прав человека».
Представитель ОБСЕ по вопросам свободы СМИ Дуня Миятович считала, что министерство информации несёт угрозу режиму свободы слова на Украине, а его создание не поможет в борьбе с российской пропагандой.
Генеральный секретарь «Репортёров без границ» Кристоф Делуар осудил создание министерства: «В демократическом обществе регулирование средств массовой информации является обязанностью самих СМИ, или, возможно, независимого органа, но в коем случае это не является функцией исполнительной власти. Создание министерства информация является худшим ответом на серьёзные проблемы украинской власти».
В отчёте «Независимого медиа-профсоюза Украины» о состоянии свободы СМИ в мире был сделан вывод, что «создание министерства информационной политики показывает, что правительство поддаётся соблазну использовать контроль над СМИ в ответ на вызовы, связанные с безопасностью».

### Целесообразность создания
Украинские журналисты высказывали сомнения относительно необходимости создания нового ведомства в условиях ограниченных бюджетных ресурсов. Депутаты из среды медиаспециалистов при этом выражали интерес к деятельности данного министерства и высказывали вопросы о его формировании без широких обсуждений в обществе.
Сомнения высказывали некоторые депутаты Блока Петра Порошенко, например, Николай Томенко. Представитель других фракций его поддержали, а народный депутат Татьяна Черновол прямо заявила, что Министерство информации создаётся «с целью трудоустройства одного человека». Депутаты Егор Соболев, Сергей Лещенко и Виктория Сюмар пытались развернуть дискуссию о целесообразности создания этого министерства, но большинство присутствующих при обсуждении кандидатур нового правительства народных депутатов их не поддержали.
Ряд журналистов, таких как Анастасия Станко (Общественное ТВ), Алексей Бобровников («1 + 1») и Наталья Лигачёва «Телекритика») выступили с критикой самой идеи создания подобного бюрократического органа. 
По мнению председателя правления украинского Международного центра перспективных исследований Василия Филипчука, если украинская пропаганда распространяет ложную информацию, то существование министерства теряет смысл и его ликвидация была бы правильным шагом.
Представители Международной и Европейской федераций журналистов предложили кабинету министров Украины отменить принятые решения об образовании министерства информационной политики.

## Реакция на критику
Правительство уверяло, что Министерство информационной политики Украины будет работать «исключительно основываясь на принципах защиты свободы слова и мысли, защиты прав граждан на выражение своей позиции».
Сам Юрий Стець отвечал критикам, что «если бы Министерство информации создали в 1991 году, то мы не проиграли бы войну за Крым и Восток. Мы проиграли в первую очередь войну в головах людей». Сообщается, что он относится к критике положительно: «Это вызывает дискуссию и даёт возможность вычленить ненужные вещи».